# Lost and Found (альбом IU)
Lost and Found — дебютный мини-альбом южнокорейской певицы IU. Был выпущен 24 сентября 2008 LOEN Entertainment. IU сотрудничала с поэтом-песенником и продюсером Чхве Гапвоном.

## Предпосылки
Музыкальное видео для «Lost Child» (кор: 미아; ром: Mia) с участием Thunder было загружено через официальный канал Loen Entertainment на YouTube 19 июля 2011 года, после того, как певица поднялась до славы с успехом «Good Day».

## Трек-лист
| №                   | Название                                     | Текст песни                | Музыка                        | Arrangement              | Длительность |
| ------------------- | -------------------------------------------- | -------------------------- | ----------------------------- | ------------------------ | ------------ |
| 1.                  | «Ugly Duckling» (미운 오리; Miun Ori)        | Choi Gap-won               | PJ                            | PJ, Kim Young-hwan       | 3:28         |
| 2.                  | «Lost Child» (미아; Mia)                     | Choi Gap-won               | Min Woong-shik, Lee Jong-hoon | Lee Jong-hoon            | 3:42         |
| 3.                  | «You Know» (있잖아; Itjana, featuring Mario) | Choi Gap-won, Seo Jung-jin | Kim Se-jin, Seo Jung-jin      | Seo Jung-jin, Kim Se-jin | 3:21         |
| 4.                  | «Feel So Good»                               | Choi Gap-won               | Kim Young-hwan, PJ            | PJ                       | 4:03         |
| 5.                  | «Every Sweet Day»                            | Lee Seung-min              | Choi Gap-won                  | Han Sang-won             | 3:29         |
| 6.                  | «Lost Child (Instrumental)»                  |                            | Min Woong-shik, Lee Jong-hoon | Lee Jong-hoon            | 3:42         |
| Общая длительность: | Общая длительность:                          | Общая длительность:        | Общая длительность:           | Общая длительность:      | 21:45        |

## Награды и номинации
| Год  | Премия                                        | Категория          | Номинант | Результат |
| ---- | --------------------------------------------- | ------------------ | -------- | --------- |
| 2008 | Ministry of Culture, Sports and Tourism Award | Power Rookie Award | IU       | Победа    |